# Tunn trevarlav
Tunn trevarlav (Peltigera degenii) är en lavart som beskrevs av Vilmos Kőfaragó-Gyelnik. 
Tunn trevarlav ingår i släktet Peltigera och familjen Peltigeraceae. Arten är reproducerande i Sverige. Inga underarter finns listade i Catalogue of Life.